# Schutzmannschaft-Brigade Siegling
Schutzmannschaft-Brigade „Siegling”, inna nazwa SS-Polizei-Bataillon-Siegling – nazistowska kolaboracyjna jednostka policyjna SS złożona z Białorusinów, Rosjan i Niemców pod koniec II wojny światowej.

## Historia
W lipcu 1944 r. rozkazem SS-Gruppenfuhrera Kurta von Gottberga z końca czerwca tego roku w rejonie Łomży został utworzony sztab Brygady „Siegling”. 31 lipca sformowano cztery pułki. Jednostka składała się z policjantów pochodzenia białoruskiego z pomocniczych oddziałów policyjnych Schutzmannschafts (Schuma), którzy w czerwcu przeszli przeszkolenie wojskowe w Niemczech. Liczyła ok. 1500 ludzi.
Jednostka wchodziła w skład Grupy Armii „Centrum”. Na czele Brygady stał ppłk Schupo i SS-Obersturmbannfuhrer Hans Siegling. Jej zadaniem było wstrzymywanie ataków Armii Czerwonej, dopóki nie zostanie przez Niemców odbudowana linia frontu. Faktycznie brygada jedynie wzięła udział w kilku akcjach antypartyzanckich, gdyż już 18 sierpnia została przeformowana w 30 Dywizję Grenadierów SS (2 rosyjską).

## Skład organizacyjny
- 1 Pułk (utworzony na bazie Batalionów Schuma 57, 60 i 61 oraz policjantów z Gebiets Kommendantur Mińsk) – d-ca mjr Schupo Hans Österreich
- 2 Pułk (utworzony na bazie Batalionów Schuma 62, 63 i 64 oraz policjantów z Gebiets Kommendantur Głębokie i Lida) – d-ca mjr Schupo Helmuth Gantz
- 3 Pułk (utworzony na bazie Batalionów Schuma 65, 66 i 67 oraz policjantów z Gebiets Kommendantur Słuck, Baranowicze i Wilejka) – d-ca mjr Schupo Wilhelm Mocha
- 4 Pułk (utworzony na bazie Batalionu Schuma 101 oraz policjantów z Gebiets Kommendantur Słonim i Prypeć) – d-ca mjr Schupo Ernst Schmidt

W skład Brygady Siegling wchodził ponadto dywizjon artylerii, dywizjon konny, pododdział karabinów maszynowych i batalion szkoleniowy.